# Karl Haas (Maler)
Karl Haas (* 2. November 1831 in St. Pölten; † 2. September 1895 in Hermagor) war ein österreichischer Landschaftsmaler und Panoramazeichner.

## Abgrenzung zur namensgleichen Künstlerpersönlichkeit
Das fehlende Wissen über die Existenz zweier namensgleicher Kulturschaffender sowie die zufällige Parallelität ihrer Leben und ihres Schaffens führte bereits früh zur Verschmelzung von Karl Haas, dem Landschaftsmaler und Panoramazeichner, mit Carl Haas (* 13. Oktober 1825 in Wien; † 25. Januar 1880 in Wien), dem Denkmalpfleger, Landesarchäologen und Metallwarenfabrikanten, zu einer Künstlerpersönlichkeit.

## Leben
Karl Haas’ bescheidenes und unangepasstes Wanderleben eines Landschaftsmalers und Panoramazeichners steht im Gegensatz zu jenem des erfolgreicheren Denkmalpflegers und Metallwarenfabrikanten Carl Haas. Er stammte aus eher bescheidenen Verhältnissen und musste fortwährend ums finanzielle Auskommen kämpfen. Die wichtigsten fassbaren Lebensstationen des Künstlers waren in den 1860er und 1870er Jahren das Ennstal mit Haas’ Wohnort Irdning. Nach einigen Jahren in Wien, wo er Schüler des für Erzherzog Johann tätigen Kammermalers Thomas Ender war, und Graz ließ er sich 1880 sein bis zu seinem Tod in Hermagor nieder. Er blieb unverheiratet, demnach ohne belegbare Nachkommen und kann wohl als freiheitsliebender Mensch angesprochen werden, der sich konventionellen Zwängen nicht unterordnen wollte. Bezeichnend hierfür ist sein im Jahre 1870 öffentlich kundgemachter Austritt aus der römisch-katholischen Kirche.

## Werke
Karl Haas erlangte zu Lebzeiten vor allem als Panoramazeichner von detailgenauen Gebirgsrundumsichten eine gewisse Popularität im alpinen Fachkreis. Diese wurden später druckgrafisch vervielfältigt und brachten ihm die Bezeichnung „Steirischer Pernhart“ ein. Auch wenn er gelegentlich als Porträtmaler betitelt wird, lag der Schwerpunkt seines künstlerischen Schaffens eindeutig auf der Landschaftsmalerei.
Nach aktuellem Forschungsstand können ihm neben den Panoramen weitere Illustrationen für Publikationen sowie die gesamte Gruppe der sogenannten steirischen Ortsansichten zugeschrieben werden. Derzeit (Stand 2019) sind von Karl Haas 139 zwischen 1864 und 1880 geschaffene Arbeiten bekannt. Diese, abgesehen von einigen in Privatbesitz befindlichen Werken, wurden frühzeitig vom Steiermärkischen Landesarchiv erworben und in dessen allgemeine Ortsbildersammlung eingegliedert. Inhalt der meist als lavierte, monochrome Tuschezeichnungen ausgeführten Arbeiten sind kleinere Ortschaften, Ansiedlungen, frühe Industrieanlagen und Einzelbauwerken. Für manche entlegenen Gegenden stellen diese Ansichten das früheste bildliche Dokument überhaupt dar.